# Gereon Dahlgren
Gereon Dahlgren, född 20 november 1986, är en svensk ishockeytränare. Han är för närvarande assisterande tränare för Linköping HC i SHL.
Dahlgren har tidigare varit assisterande tränare i Leksands IF. Under sin spelarkarriär spelade han bland annat juniorishockey för Sunne IK.